# 9321 Alexkonopliv
9321 Alexkonopliv (tên chỉ định: 1989 AK) là một tiểu hành tinh vành đai chính. Nó được phát hiện bởi Takuo Kojima tại trạm YGCO Chiyoda Station ở Nhật Bản vào ngày 5 tháng 1 năm 1989. Nó được đặt theo tên Alex Konopliv, một khoa học gia ở Jet Propulsion Laboratory.